# Amphiblestrum solidum
Amphiblestrum solidum är en mossdjursart som först beskrevs av Alpheus Spring Packard 1863.  Amphiblestrum solidum ingår i släktet Amphiblestrum och familjen Calloporidae. Arten är reproducerande i Sverige. Inga underarter finns listade i Catalogue of Life.